# US Open-mesterskabet i mixed double 2023
US Open-mesterskabet i mixed double 2023 er den 131. turnering om US Open-mesterskabet i mixed double. Turneringen er en del af US Open 2023 og bliver spillet i USTA Billie Jean King National Tennis Center i New York City, USA i perioden 30. august - 9. september 2023 med deltagelse af 32 par.
Mesterskabet blev vundet af det useedede par Anna Danilina og Harri Heliövaara, der spillede deres første turnering som makkere, og som i finalen besejrede det topseedede par, Jessica Pegula og Austin Krajicek, med 6-3, 6-4 på en time og 12 minutter. Både Danilia og Heliövaara vandt dermed deres første grand slam-titel i deres karrierer, og parret tabte kun et enkelt sæt på vej til turneringssejren. Heliövaara var i sin første grand slam-finale, og han blev den første finske vinder af en US Open-titel. Danilina spillede sin anden grand slam-finale, idet hun tidligere havde været i damedoublefinalen ved Australian Open 2022, og hun blev den første kasakhiske vinder af en grand slam-titel i mixed double.
De forsvarende mestre, Storm Hunter og John Peers, tabte i første runde til Barbora Strýcová og Santiago González.
Siden Ruslands invasion af Ukraine i begyndelsen af 2022 havde tennissportens styrende organer, WTA, ATP, ITF og de fire grand slam-turneringer, tilladt, at spillere fra Rusland og Hviderusland fortsat kunne deltage i grand slam-turneringer samt turneringer på ATP Tour og WTA Tour, men de kunne ikke stille op under landenes navne eller flag, og spillerne fra de to lande deltog derfor i turneringen under neutralt flag.

## Pengepræmier
Den samlede præmiesum til spillerne i mixed double androg $ 679.200 (ekskl. per diem), hvilket var en stigning på 1,7 % i forhold til den foregående turnering i 2022.
| Resultat               | Pengepræmier | Pengepræmier | Ændring ift. 2022 |
| Resultat               | Pr. par      | Total        | Ændring ift. 2022 |
| ---------------------- | ------------ | ------------ | ----------------- |
| Vindere (1)            | $ 170.000    | $ 170.000    | +4,3 %            |
| Finalister (1)         | $ 85.000     | $ 85.000     | +4,3 %            |
| Semifinalister (2)     | $ 42.500     | $ 85.000     | +1,2 %            |
| Kvartfinalister (4)    | $ 23.200     | $ 92.800     | 0 %               |
| Tabere i 2. runde (8)  | $ 14.200     | $ 113.600    | 0 %               |
| Tabere i 1. runde (16) | $ 8.300      | $ 132.800    | 0 %               |
| Samlet præmiesum       | -            | $ 679.200    | +1,7 %            |

## Turnering

### Deltagere
Turneringen har deltagelse af 32 par, der var fordelt på:
- 24 direkte kvalificerede par i form af deres ranglisteplacering.
- 8 par, der havde modtaget et wildcard.

#### Seedede spillere
De 8 bedste par blev seedet:
| Seedning | Rang. | Spiller                                | Resultat        |
| -------- | ----- | -------------------------------------- | --------------- |
| 1        | 9     | Jessica Pegula Austin Krajicek         | Finalister      |
| 2        | 9     | Desirae Krawczyk Neal Skupski          | Meldte afbud    |
| 3        | 17    | Hsieh Su-Wei Marcelo Arévalo           | Anden runde     |
| 4        | 20    | Luisa Stefani Joe Salisbury            | Første runde    |
| 5        | 20    | Ellen Perez Jean-Julien Rojer          | Kvartfinalister |
| 6        | 21    | Nicole Melichar-Martinez Matthew Ebden | Første runde    |
| 7        | 29    | Demi Schuurs Hugo Nys                  | Kvartfinalister |
| 8        | 35    | Yang Zhaoxuan Kevin Krawietz           | Anden runde     |

#### Wildcards
Otte par modtog et wildcard til turneringen.
| Par                                | Resultat     |
| ---------------------------------- | ------------ |
| Danielle Collins Ryan Harrison     | Første runde |
| Coco Gauff Jack Sock               | Første runde |
| Ashlyn Krueger Ethan Quinn         | Anden runde  |
| Maria Mateas Mackenzie McDonald    | Første runde |
| Bethanie Mattek-Sands Jamie Murray | Anden runde  |
| Robin Montgomery Alex Michelsen    | Anden runde  |
| Asia Muhammad Jackson Withrow      | Første runde |
| Alycia Parks Denis Kudla           | Anden runde  |

### Resultater
| Jessica Pegula  |
| Austin Krajicek |

| Laura Siegemund |
| Sander Gillé    |

| Jessica Pegula  |
| Austin Krajicek |

| Kateřina Siniaková |
| Marcelo Melo       |

| Bethanie Mattek-Sands |
| Jamie Murray          |

| Bethanie Mattek-Sands |
| Jamie Murray          |

| Jessica Pegula  |
| Austin Krajicek |

| Maria Mateas       |
| Mackenzie McDonald |

| Ellen Perez       |
| Jean-Julien Rojer |

| Robin Montgomery |
| Alex Michelsen   |

| Robin Montgomery |
| Alex Michelsen   |

| Chan Hao-Ching  |
| Lloyd Glasspool |

| Ellen Perez       |
| Jean-Julien Rojer |

| Ellen Perez       |
| Jean-Julien Rojer |

| Jessica Pegula  |
| Austin Krajicek |

| Luisa Stefani |
| Joe Salisbury |

| Taylor Townsend |
| Ben Shelton     |

| Taylor Townsend |
| Ben Shelton     |

| Taylor Townsend |
| Ben Shelton     |

| Aldila Sutjiadi |
| Rohan Bopanna   |

| Aldila Sutjiadi |
| Rohan Bopanna   |

| Vera Zvonarjova |
| Andreas Mies    |

| Taylor Townsend |
| Ben Shelton     |

| Latisha Chan |
| Ivan Dodig   |

| Demi Schuurs |
| Hugo Nys     |

| Giuliana Olmos |
| Tim Pütz       |

| Giuliana Olmos |
| Tim Pütz       |

| Gabriela Dabrowski |
| Nathaniel Lammons  |

| Demi Schuurs |
| Hugo Nys     |

| Demi Schuurs |
| Hugo Nys     |

| Jessica Pegula  |
| Austin Krajicek |

| Yang Zhaoxuan  |
| Kevin Krawietz |

| Anna Danilina    |
| Harri Heliövaara |

| Ljudmyla Kitjenok |
| Jan Zieliński     |

| Yang Zhaoxuan  |
| Kevin Krawietz |

| Storm Hunter |
| John Peers   |

| Barbora Strýcová  |
| Santiago González |

| Barbora Strýcová  |
| Santiago González |

| Barbora Strýcová  |
| Santiago González |

| Nadija Kitjenok |
| Máximo González |

| Ena Shibahara |
| Mate Pavić    |

| Ena Shibahara |
| Mate Pavić    |

| Ena Shibahara |
| Mate Pavić    |

| Danielle Collins |
| Ryan Harrison    |

| Hsieh Su-Wei    |
| Marcelo Arévalo |

| Hsieh Su-Wei    |
| Marcelo Arévalo |

| Ena Shibahara |
| Mate Pavić    |

| Nicole Melichar-Martinez |
| Matthew Ebden            |

| Anna Danilina    |
| Harri Heliövaara |

| Anna Danilina    |
| Harri Heliövaara |

| Anna Danilina    |
| Harri Heliövaara |

| Coco Gauff |
| Jack Sock  |

| Alycia Parks |
| Denis Kudla  |

| Alycia Parks |
| Denis Kudla  |

| Anna Danilina    |
| Harri Heliövaara |

| Ashlyn Krueger |
| Ethan Quinn    |

| Xu Yifan      |
| Joran Vliegen |

| Asia Muhammad   |
| Jackson Withrow |

| Ashlyn Krueger |
| Ethan Quinn    |

| Xu Yifan      |
| Joran Vliegen |

| Xu Yifan      |
| Joran Vliegen |

| Alexa Guarachi |
| Andrés Molteni |